# Trilla
Trilla – miejscowość i gmina we Francji, w regionie Oksytania, w departamencie Pireneje Wschodnie.
Według danych na rok 1990 gminę zamieszkiwało 51 osób, a gęstość zaludnienia wynosiła 6 osób/km² (wśród 1545 gmin Langwedocji-Roussillon Trilla plasuje się na 849. miejscu pod względem liczby ludności, natomiast pod względem powierzchni na miejscu 831.).